# یورونت
یورونت (انگلیسی: Euronet) شرکت خوشه‌ای آمریکایی است، که در سال ۱۹۹۴ تأسیس شد.